# Tuyên Quang
Tuyên Quang är en stad i norra Vietnam och är huvudstad i provinsen Tuyên Quang. Folkmängden i centralorten uppgick till cirka 60 000 invånare vid folkräkningen 2019.